# Cinclosoma ajax
Il tordo quaglia pittato o tordo quaglia papua (Cinclosoma ajax (Temminck, 1836)) è un uccello passeriforme della famiglia degli Psophodidae.

## Etimologia
Il nome scientifico della specie, ajax, deriva da Aiace Telamonio ed è un riferimento alla grossa taglia di questi uccelli: il loro nome comune è invece un riferimento alla livrea.

## Descrizione

### Dimensioni
Misura 23 cm di lunghezzao.

### Aspetto

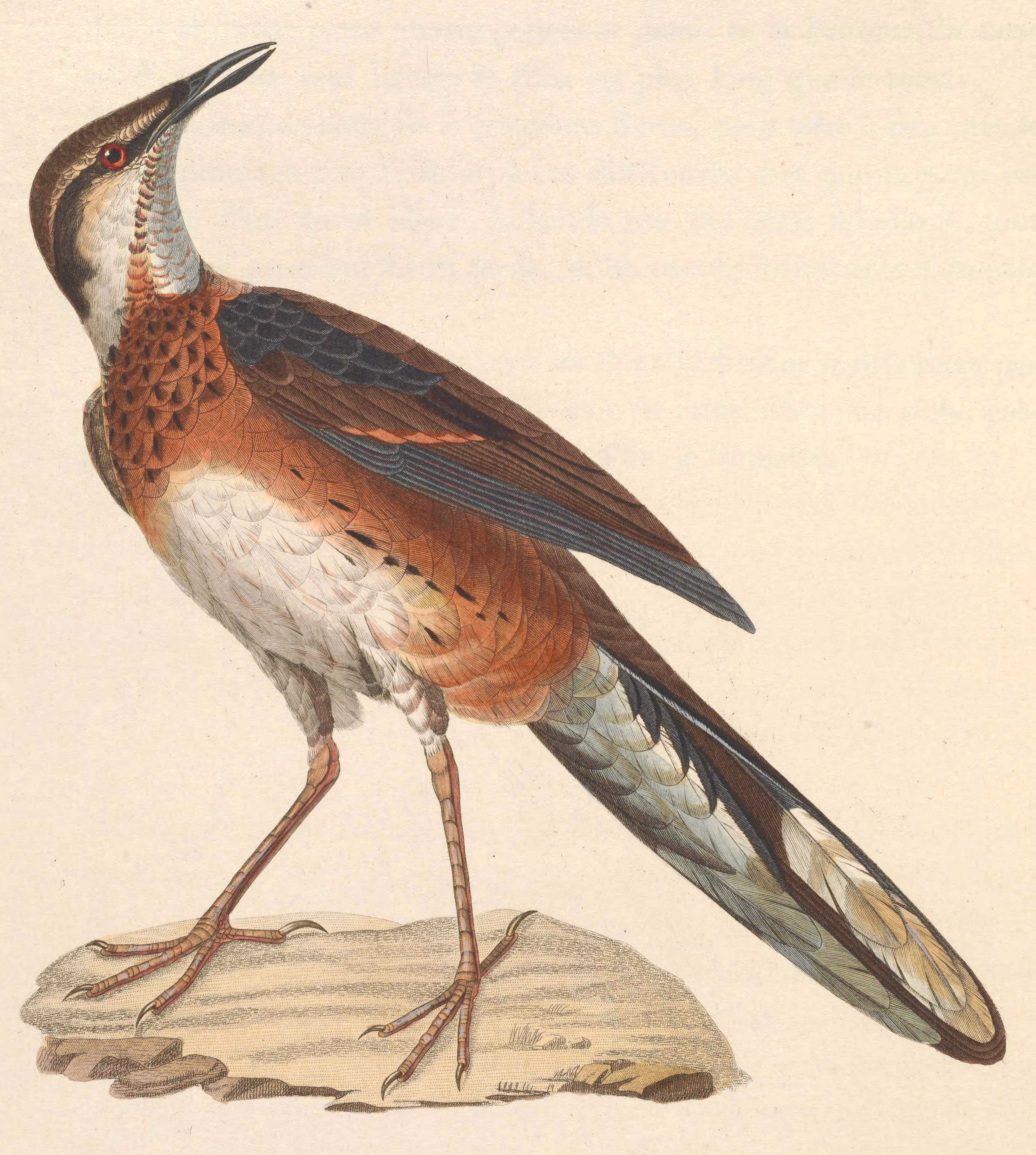
Illustrazione del 1838 di femmina adulta.

Si tratta di uccelli dall'aspetto massiccio, muniti di testa allungata con becco conico e appuntito, corpo arrotondato con petto prominente e ali arrotondate, coda squadrata e di media lunghezza e zampe forti e allungate.
Il piumaggio presenta dimorfismo sessuale. Nei maschi la faccia ed il petto sono di colore nero lucido, con esteso mustacchio bianco che va dai lati del becco ai lati del collo: l'area scapolare ed i fianchi sono di colore bruno-arancio, mentre fronte, vertice, nuca, dorso, ali e coda sono di colore bruno (le ali con copritrici e remiganti primarie di colore nero), parte inferiore del petto, ventre e sottocoda sono di colore bianco, separato dall'arancio dei fianchi da una fila di penne dalla punta nera.

La femmina manca quasi completamente del nero facciale e pettorale, sostituito dal bianco su gola, guance e sopracciglio, mentre la mascherina facciale è di colore bruno scuro ed il petto è dello stesso arancio dei fianchi: le penne nere delle ali presentano inoltre orli bianchi.
In ambedue i sessi il becco e le zampe sono di colore nerastro, mentre gli occhi, piuttosto grandi, sono di colore giallo.

## Biologia
Si tratta di uccelli dalle abitudini diurne, che vivono da soli o in coppie, muovendosi perlopiù al suolo in maniera molto prudente, pronti ad accovacciarsi o a nascondersi silenziosamente nel folto della vegetazione al minimo segnale di pericolo o di disturbo.
Il richiamo di questi uccelli è rappresentato da un lungo fischio sommesso, talvolta ripetuto più volte.

### Alimentazione
Si tratta di uccelli insettivori, che si nutrono di insetti ed altri piccoli invertebrati rinvenuti perlopiù al suolo, sovistando fra i sassi e i detriti col becco.

### Riproduzione
Mancano informazioni sulla riproduzione di questi uccelli: essa, tuttavia, probabilmente non differisce in maniera sostanziale da quanto osservabile fra gli altri tordi quaglia.

## Distribuzione e habitat
Il tordo quaglia pittato è endemico della Nuova Guinea, della quale popola in maniera discontinua la costa meridionale e occidentale della Baia di Cenderawasih, le pendici meridionali dei Monti Bismarck, la costa meridionale a sud del Fly River e la costa sud-orientale sulle pendici orientali e meridionali dei Monti Owen Stanley.
L'habitat di questi uccelli è rappresentato dalla foresta pluviale e dalla foresta monsonica, primaria e secondaria, con presenza di denso sottobosco, fio a 800 m di quota.

## Tassonomia
Se ne riconoscono tre sottospecie:
- Cinclosoma ajax ajax (Temminck, 1836) - la sottospecie nominale, diffusa nel nord-ovest dell'areale occupato dalla specie;
- Cinclosoma ajax alare Mayr & Rand, 1935 - diffusa nella parte dentrale dell'areale occupato dalla specie;
- Cinclosoma ajax goldiei (Ramsay, 1879) - diffusa nella porzione sud-orientale dell'areale occupato dalla specie;

Alcuni autori riconoscerebbero inoltre una sottospecie muscale, rappresentata dalle popolazioni meridionali di alare.